# Annexion de la Crimée par la Russie en 1783
Ne doit pas être confondu avec Guerre de Crimée ou Annexion de la Crimée (2014).

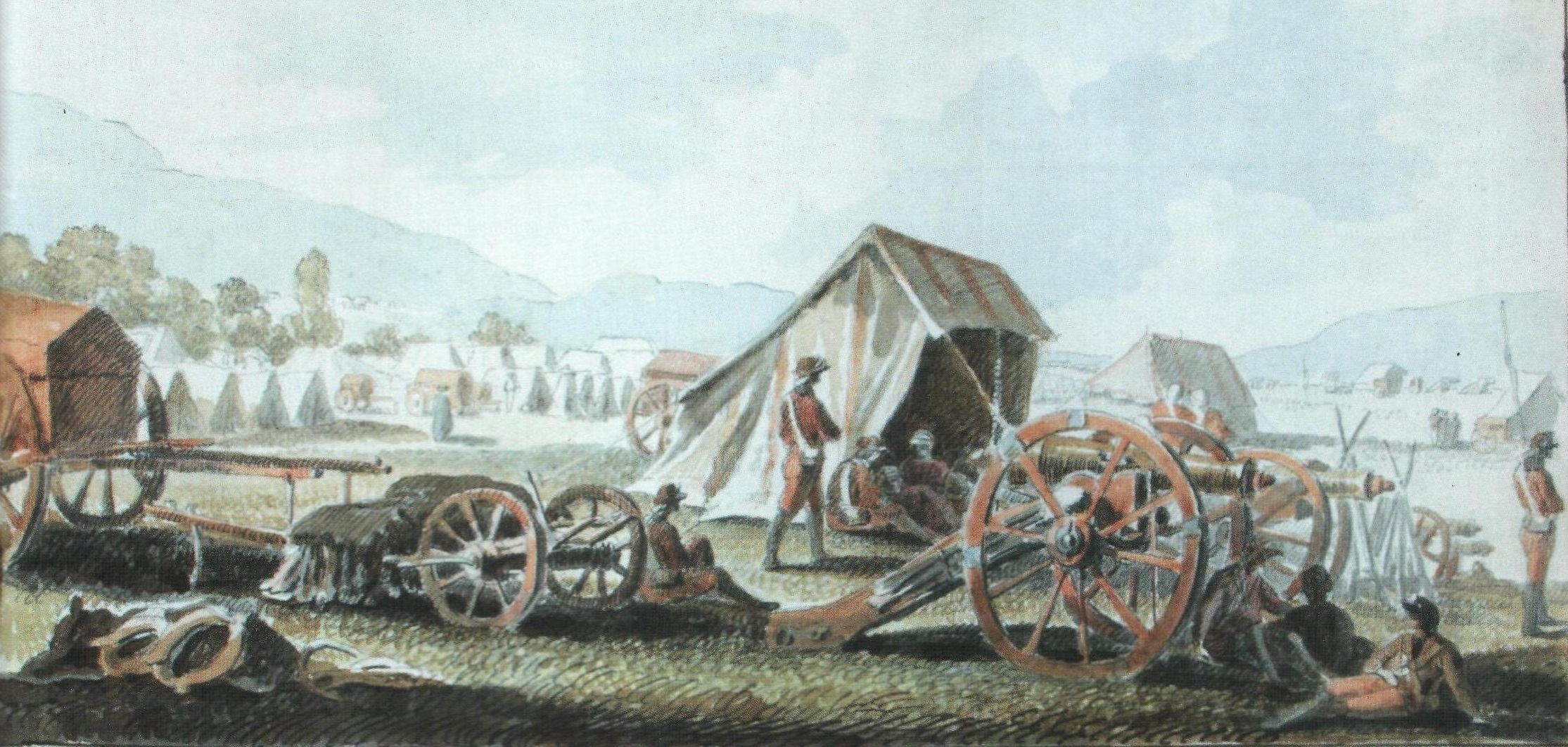
Camp militaire russe en Crimée, 1783 (Mikhaïl Matveïevitch Ivanov)

Le territoire de Crimée, auparavant contrôlé par le Khanat de Crimée, a été annexé par l'Empire russe le 8 avril 1783 a.s.. La période précédant l'annexion a été marquée par l'ingérence russe dans les affaires de Crimée, une série de révoltes des Tatars de Crimée et l'ambivalence ottomane. Après plus de 300 ans de domination ottomane, l'annexion marque le début d'une domination impériale russe de 134 ans, qui s'est terminée avec la révolution de 1917.
Après avoir changé de mains plusieurs fois pendant la guerre civile russe, la Crimée a fait partie de la RSFS de Russie à partir de 1921, puis a été transférée à la RSS d'Ukraine en 1954, qui est devenue l'Ukraine indépendante en 1991-1992. L'annexion de la Crimée par la Russie en 2014 marque le retour de la domination russe sur la péninsule, bien que cette annexion ne soit pas reconnue internationalement,.